# Aphanostoma collinae
Aphanostoma collinae är en plattmaskart som beskrevs av Hooge och Tyler 2008. Aphanostoma collinae ingår i släktet Aphanostoma och familjen Isodiametridae. Inga underarter finns listade i Catalogue of Life.